# بریتولاین
بریتولاین (انگلیسی: Streichmelodion) یک ساز کمانه‌ای زیتر و شبیه‌ساز ویولا می‌باشد. بریتولاین در سال ۱۸۵۶ توسط لئوپولد بریت در برنو در جمهوری چک با تکامل ساز زیتر و الهام از ساز Streichzither [de] ساخته شد. بریتولاین دارای طنین قوی تر از Streichzither است و دارای گستره کمی پایین‌تر از ویولا است. این ساز دارای ۲۹ پرده و یک خرک است.